# Neeraj Chopra
Neeraj Chopra (né le 24 décembre 1997 dans le village de Khandra, district de Panipat,  État du Haryana) est un athlète indien, spécialiste du lancer du javelot.
Champion olympique (en 2021), champion du monde (en 2023), champion d'Asie (en 2017), champion du Commonwealth (en 2018) et vainqueur des Jeux asiatiques (en 2018), il a remporté les cinq titres majeurs auxquels peut postuler un athlète d'Inde.

## Biographie

### Débuts prometteurs
Le 10 février 2016, il lance le javelot à 82,23 m à Guwahati, record national égalé, pour battre ensuite ce record et le record du monde juniors en 86,48 m lors des championnats du monde juniors 2016 à Bydgoszcz. Il s'agit de la première victoire indienne dans un championnat organisé par World Athletics.
Le 9 juillet 2017, au cours des championnats d'Asie se déroulant au Kalinga Stadium de Bhubaneswar, en Inde, Neeraj Chopra remporte son premier titre international majeur à 19 ans seulement et devance au dernier essai son concurrent direct, Ahmed Bader Magour, en lançant son javelot à 85,23 m, nouveau record des championnats.
Lors des Jeux du Commonwealth de 2018, il établit la marque de 86,47 m et remporte la médaille d'or, devant l'Australien Hamish Peacock et le Grenadin Anderson Peters. Il est le porte-drapeau indien lors des Jeux asiatiques de 2018 à Jakarta, où, le 28 août, il s'impose avec un jet à 88,06 m, nouveau record national. Il devance de près de 6 mètres le Chinois Liu Qizhen et de plus de 7 mètres le Pakistanais Arshad Nadeem.

### Champion olympique (2021)
Après avoir battu son propre record national d'un centimètre en mars 2021, Chopra crée la surprise le 7 août lors de la finale des Jeux olympiques de Tokyo en décrochant la médaille d'or avec un lancer à 87,58 m réalisé à son deuxième essai, devançant sur le podium les Tchèques Jakub Vadlejch et Vitezslav Vesely. Il offre ainsi le premier titre olympique de son histoire à l'Inde en athlétisme. Quelques jours plus tard, la Fédération indienne d'athlétisme annonce que le 7 août était baptisé « Journée du lancer du javelot », en l'honneur de l'exploit historique de Chopra.
Le 14 juin 2022 Neeraj Chopra améliore le record d'Inde avec 89,30 m lors des Paavo Nurmi Games.
Le 30 juin, lors du meeting Bauhaus-Galan de Stockholm, il porte son record national à 89,94 m. Aux championnats du monde 2022 à Eugene, il remporte la médaille d'argent avec un lancer à 88,13 m, devancé par le Grenadien Anderson Peters. Il remporte la Ligue de diamant 2022 en s'imposant lors de la finale au Weltklasse Zurich.

### Champion du monde (2023)

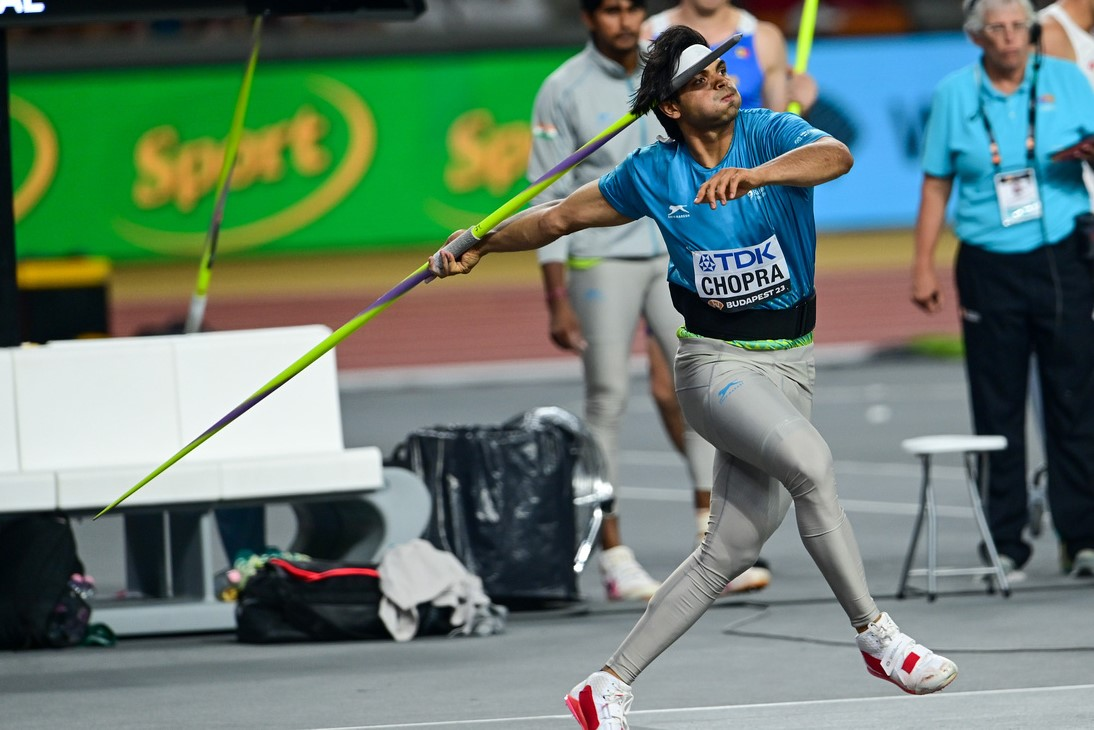
Neeraj Chopra lors des championnats du monde 2023.

Le 27 août 2023, il devient champion du monde à Budapest avec un lancer à 88,17 mètres réalisé à son deuxième essai, devançant Arshad Nadeem et Jakub Vadlejch. Il remporte son seul titre majeur manquant après ses succès aux Jeux olympiques, aux championnats d'Asie, aux Jeux du Commonwealth et aux Jeux asiatiques.
En 2024, il obtient l'argent aux Jeux olympiques de Paris, s'inclinant devant le Pakistanais Arshad Nadeem qui bat le record olympique.
Au meeting de Doha de 2025, il termine 2e derrière l'Allemand Julian Weber et bat son record national qui datait de 2022, en passant pour la première fois la limite des 90 m avec un lancer à 90,23 m.

## Palmarès
| Date | Compétition                   | Lieu              | Résultat | Marque  |
| ---- | ----------------------------- | ----------------- | -------- | ------- |
| 2015 | Championnats d'Asie           | Wuhan             | 9e       | 70,50 m |
| 2016 | Championnats d'Asie juniors   | Hô-Chi-Minh-Ville | 2e       | 77,60 m |
| 2016 | Championnats du monde juniors | Bydgoszcz         | 1er      | 86,48 m |
| 2017 | Championnats d'Asie           | Bhubaneswar       | 1er      | 85,23 m |
| 2018 | Jeux du Commonwealth          | Gold Coast        | 1er      | 86,47 m |
| 2018 | Jeux asiatiques               | Jakarta           | 1er      | 88,06 m |
| 2018 | Ligue de diamant              | Ligue de diamant  | 4e       | 85,73 m |
| 2018 | Coupe continentale            | Ostrava           | 5e       | 80,24 m |
| 2021 | Jeux olympiques               | Tokyo             | 1er      | 87,58 m |
| 2022 | Championnats du monde         | Eugene            | 2e       | 88,13 m |
| 2022 | Ligue de diamant              | Ligue de diamant  | 1er      | 88,44 m |
| 2023 | Championnats du monde         | Budapest          | 1er      | 88,17 m |
| 2023 | Ligue de diamant              | Ligue de diamant  | 2e       | 83,80 m |
| 2023 | Jeux asiatiques               | Hangzhou          | 1er      | 88,88 m |
| 2024 | Jeux olympiques               | Paris             | 2e       | 89,45 m |

## Records

### Record personnel
| Épreuve           | Marque       | Lieu | Date        |
| ----------------- | ------------ | ---- | ----------- |
| Lancer du javelot | 90,23 m (NR) | Doha | 16 mai 2025 |

### Meilleures performances par année
| Année | Distance | Date             | Lieu               | Rang |
| ----- | -------- | ---------------- | ------------------ | ---- |
| 2013  | 69,66 m  | 26 juillet 2013  | Thiruvananthapuram |      |
| 2014  | 70,19 m  | 17 août 2014     | Patiala            |      |
| 2015  | 81,04 m  | 31 décembre 2015 | Patiala            | 49   |
| 2016  | 86,48 m  | 23 juillet 2016  | Bydgoszcz          | 10   |
| 2017  | 85,63 m  | 2 juin 2017      | Patiala            | 16   |
| 2018  | 88,06 m  | 27 août 2018     | Jakarta            | 6    |
| 2020  | 87,86 m  | 28 janvier 2020  | Potchefstroom      | 2    |
| 2021  | 88,07 m  | 5 mars 2021      | Patiala            | 4    |
| 2022  | 89,94 m  | 30 juin 2022     | Stockholm          | 4    |
| 2023  | 88,88 m  | 4 octobre 2023   | Hangzhou           | 2    |
| 2024  | 89,49 m  | 22 août 2024     | Lausanne           | 4    |